# 岩門合戦
岩門合戦（いわとかっせん）は、弘安8年（1285年）11月、鎌倉時代中期に九州博多郊外の岩門城（福岡県那珂川市）で起こった戦い。鎌倉幕府の内乱である霜月騒動の影響で、地元守護少弐氏を中心に九州御家人の間で合戦となり、少弐景資と安達盛宗が景資の兄・少弐経資の軍勢に滅ぼされた。

## 概要
鎌倉幕府の幕政を主導していた安達泰盛が、霜月騒動で内管領・平頼綱によって滅ぼされると、その影響は九州にも波及した。少弐景資は元寇で九州に下向していた泰盛の次男・安達盛宗に呼応して挙兵し、居城である岩門城で頼綱方に付いた兄・経資率いる軍勢と戦って敗れ、景資、盛宗は敗死した。合戦の背景には、霜月騒動の地方への波及と同時に少弐氏内部の対立があった。
景資、盛宗方に加わった武士は筑前の水城氏、箱崎社執行成直、豊前高並氏、他に金田・永利氏、筧氏。
経資方には武藤氏一族の他、筑前の野介氏、青木氏、佐伯氏、豊前の宇都宮氏、肥前の白石氏・土々呂木氏、斑島氏、松浦氏などが加わっていた。
肥前国守護は得宗家の北条時定で現地に下向しており、経資方には時定の指揮があったものと推定される。肥前国御家人に反安達が多いのは、鎌倉への直訴を禁じられ、時定の元に所領問題で参上しており、霜月騒動の1ヶ月前に弘安改革で設置された「鎮西特殊合議訴訟機関」への不満を募らせていた事によると見られる。
合戦の翌年、頼綱方の武士達に、滅ぼされた少弐景資とその与党の所領が恩賞として給与された。これと同時に、4年前の弘安の役での恩賞として25人の武士にも給与された。恩賞地不足に悩み、九州支配の強化を考える幕府にとって好都合な事件となった。
この合戦の結果、少弐氏の勢力は削られ、鎮西探題が設置されて北条氏得宗家の九州支配が強化された。